# Амадор Родрігес
Амадор Родрігес Сеспедес (ісп. Amador Rodríguez Céspedes; 8 вересня 1956, Ольгін) — кубинський шахіст i шаховий тренер, представник Іспанії від 2002, гросмейстер від 1977 року.

## Шахова кар'єра
Від середини 70-х до кінця 90-х років ХХ століття належав до числа провідних кубинських шахістів. Від 1974 до 1996 року двічі взяв участь у шахових олімпіадах, у 1989, 1993 i 1997 роках захищав кольори національної збірної на командних чемпіонатах світу, крім того у 1974, 1976, 1977 i 1978 роках — на командному молодіжному (до 26 років) чемпіонаті світу, здобувши 3 медалі: срібну i 2 бронзову. Упродовж своєї кар'єри тричі перемагав на чемпіонаті Куби в особистому заліку, у 1984 (разом з Хесусом Ногейрасом), 1988 i 1997 (разом з Рейнальдо Верою), також тричі стартував у міжзональних турнірах, найкращий результат показав 1987 року в Суботиці, де посів 6-те місце.
Неодноразово брав участь у міжнародних турнірах, виграв чи поділив 1-ше місце на: меморіалі Капабланки (1984, 1989 і 1993, 1994 — турнір B), а також у таких містах як: Врнячка-Баня (1977), Гавана (1979), Прага (1980), Мансанільйо (1981, зональний турнір), Баямо (1981), Енвігадо (1983), Каракас (1985, зональний турнір), Бадалона (1985), Медіна-дель-Кампо (1986), Панчево (1987), Амстердам (1987, турнір OHRA B, разом з Властімілом Гортом), Баямо (1987, зональний турнір), Буенос-Айрес (1987), Мартінья (1988), Богота (1990), Камбадос (1990), Малага (1990), Борріана (1990, разом з Гранда Зунігою), Ольгін (1992), Гавана (1992), Гвадалахара (1994) i Улот (1996).
Найвищий рейтинг у кар'єрі мав 1 січня 1997 року, досягнувши 2555 пунктів, посідав тоді 2-ге місце (позаду Вальтера Аренсібії) серед кубинських шахістів.
У 1999—2001 співпрацював з Петером Леко, зокрема на елітних турнірах у Лінаресі i Вейк-ан-Зеє, а також на чемпіонаті світу в Лас-Вегас i Нью-Делі.

## Зміни рейтингу
| На цьому місці має відображатися графік чи діаграма, однак з технічних причин його відображення наразі вимкнено. Будь ласка, не видаляйте код, який викликає це повідомлення. Розробники вже працюють для того, щоби відновити штатне функціонування цього графіка або діаграми. | |
| | На цьому місці має відображатися графік чи діаграма, однак з технічних причин його відображення наразі вимкнено. Будь ласка, не видаляйте код, який викликає це повідомлення. Розробники вже працюють для того, щоби відновити штатне функціонування цього графіка або діаграми. |